# Vatilieu
Vatilieu est une commune française située dans le département de l'Isère, en région Auvergne-Rhône-Alpes.
Vatilieu est une des communes adhérentes de la communauté de communes de Saint-Marcellin Vercors Isère Communauté. Les habitants de la commune sont dénommés les Vatilieurois.

## Géographie

### Situation et description

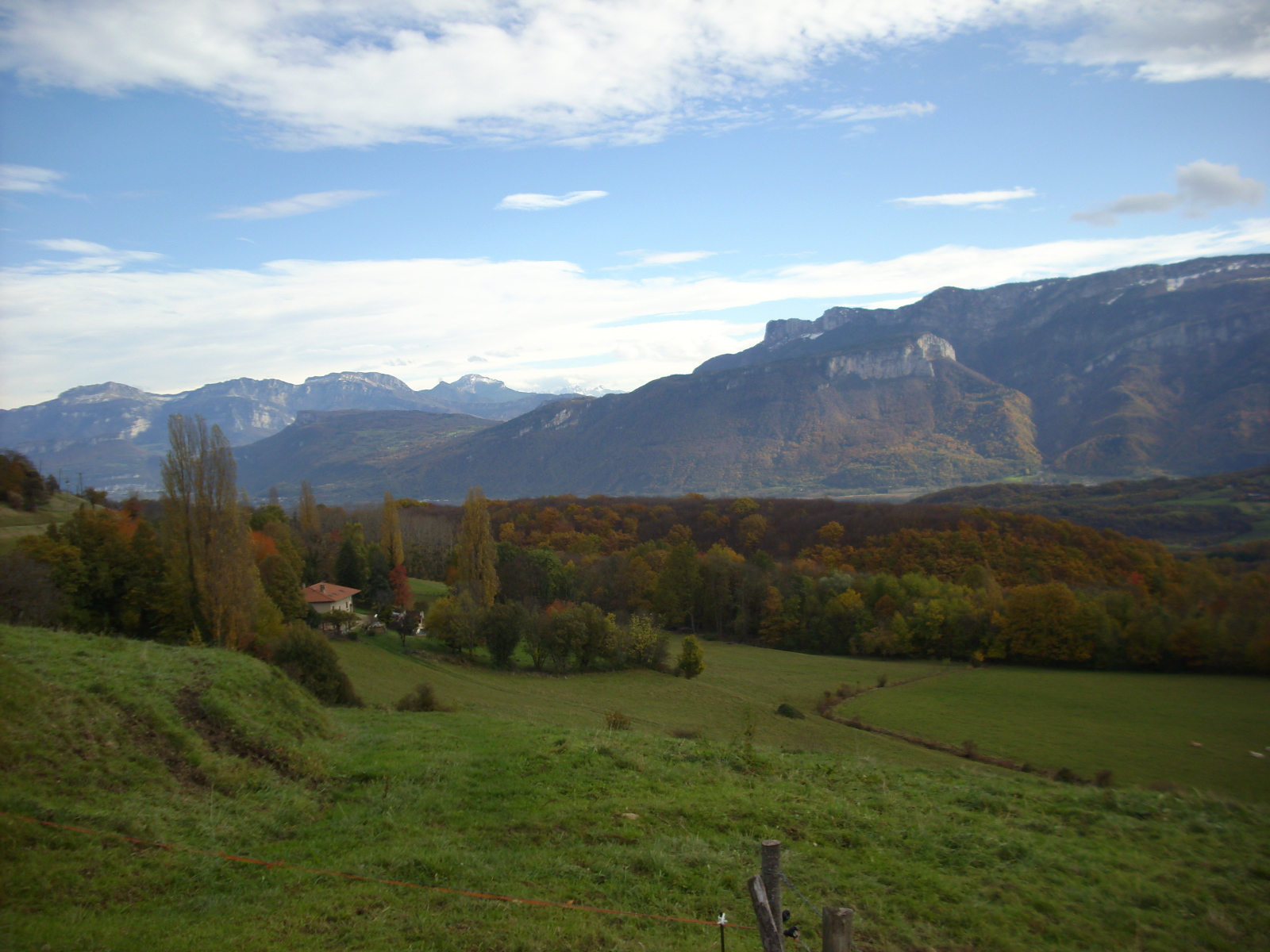

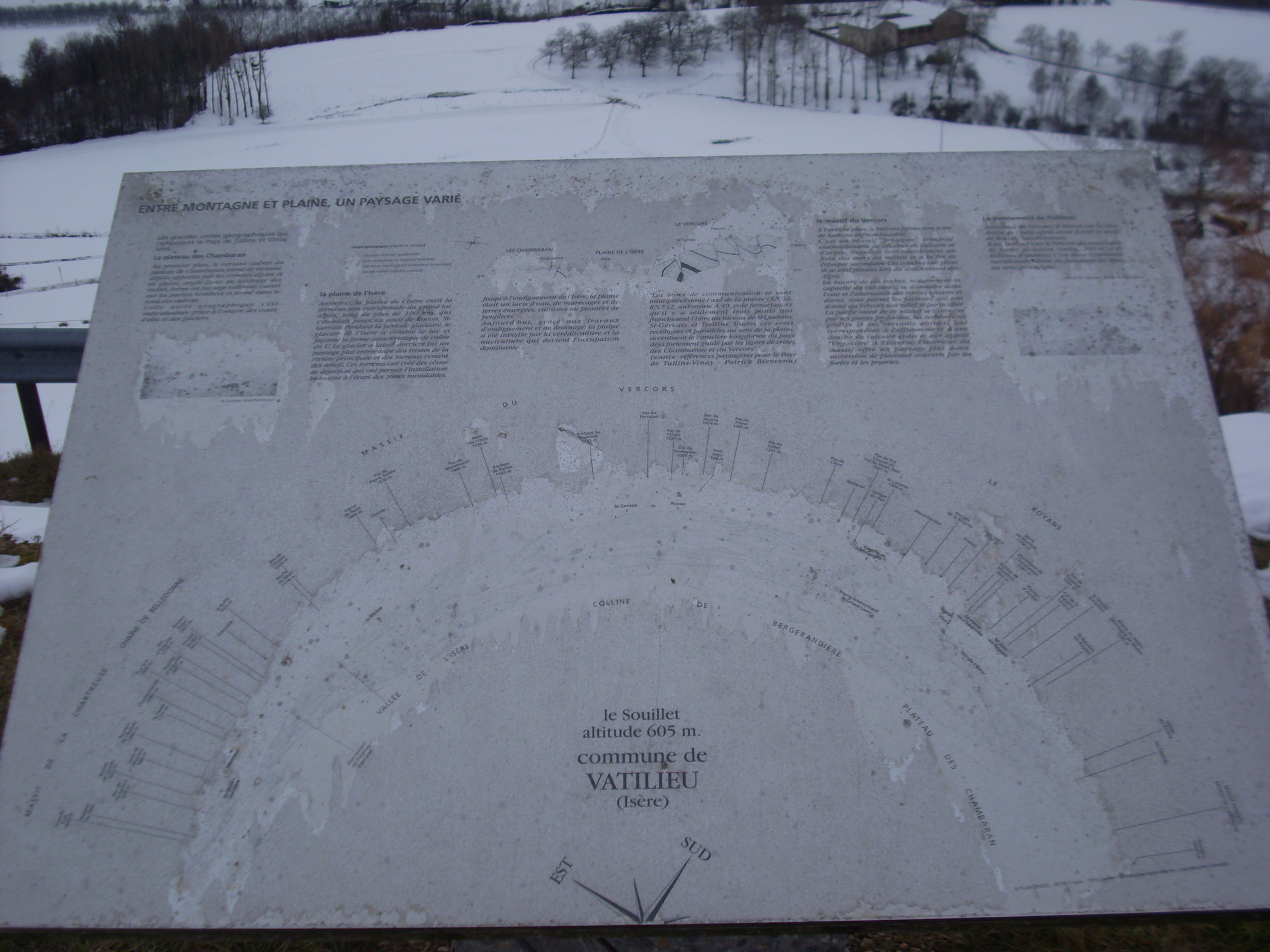

Vatilieu est située sur un promontoire à l'est du plateau de Chambaran, qui sépare la plaine de Bièvre de celle de l'Isère. Les agglomérations d'importance  les plus proches sont Vinay et Tullins ainsi que Saint-Étienne-de-Saint-Geoirs et l'aéroport de Grenoble-Isère, situés à moins de dix kilomètres.
Depuis le village, un visiteur peut découvrir à l'est la chaîne de Belledonne, le bec de l'Echaillon, au sud le massif du Vercors, la plaine de l'Isère et quand le temps est dégagé, les contreforts du Massif central à l'ouest. La basilique de Notre-Dame-de-l'Osier est visible à quelques kilomètres en contrebas de Vatilieu.

### Communes limitrophes
| Quincieu     | La Forteresse         |           |
| Serre-Nerpol | Vatilieu              | Cras      |
|              | Notre-Dame-de-l'Osier | Chantesse |

### Climat
Pour des articles plus généraux, voir Climat d'Auvergne-Rhône-Alpes et Climat de l'Isère.
En 2010, le climat de la commune est de type climat océanique altéré, selon une étude du Centre national de la recherche scientifique s'appuyant sur une série de données couvrant la période 1971-2000. En 2020, Météo-France publie une typologie des climats de la France métropolitaine dans laquelle la commune est exposée à un climat de montagne ou de marges de montagne et est dans la région climatique  Alpes du nord, caractérisée par une pluviométrie annuelle de 1 200 à 1 500 mm, irrégulièrement répartie en été. 
Pour la période 1971-2000, la température annuelle moyenne est de 10,5 °C, avec une amplitude thermique annuelle de 17,2 °C. Le cumul annuel moyen de précipitations est de 1 092 mm, avec 10,2 jours de précipitations en janvier et 6,8 jours en juillet. Pour la période 1991-2020, la température moyenne annuelle observée sur la station météorologique de Météo-France la plus proche, « Grenoble-Saint-Geoirs », sur la commune de Saint-Étienne-de-Saint-Geoirs à 10 km à vol d'oiseau, est de 11,5 °C et le cumul annuel moyen de précipitations est de 915,1 mm,. Pour l'avenir, les paramètres climatiques de la commune estimés pour 2050 selon différents scénarios d'émission de gaz à effet de serre sont consultables sur un site dédié publié par Météo-France en novembre 2022.

### Hydrographie
Le ruisseau du Tréry est un torrent qui prend sa source dans le territoire communal.

### Voies de communication
Le territoire de la commune est situé à l'écart des grands axes de communication et n'est traversé que la route départementale 121.

## Urbanisme

### Typologie
Au 1er janvier 2024, Vatilieu est catégorisée commune rurale à habitat dispersé, selon la nouvelle grille communale de densité à sept niveaux définie par l'Insee en 2022.
Elle est située hors unité urbaine. Par ailleurs la commune fait partie de l'aire d'attraction de Grenoble, dont elle est une commune de la couronne,. Cette aire, qui regroupe 204 communes, est catégorisée dans les aires de 700 000 habitants ou plus (hors Paris),.

### Occupation des sols
L'occupation des sols de la commune, telle qu'elle ressort de la base de données européenne d’occupation biophysique des sols Corine Land Cover (CLC), est marquée par l'importance des territoires agricoles (56,8 % en 2018), une proportion sensiblement équivalente à celle de 1990 (56,5 %). La répartition détaillée en 2018 est la suivante : 
forêts (43,2 %), prairies (32 %), zones agricoles hétérogènes (19,8 %), cultures permanentes (5 %). L'évolution de l’occupation des sols de la commune et de ses infrastructures peut être observée sur les différentes représentations cartographiques du territoire : la carte de Cassini (XVIIIe siècle), la carte d'état-major (1820-1866) et les cartes ou photos aériennes de l'IGN pour la période actuelle (1950 à aujourd'hui).

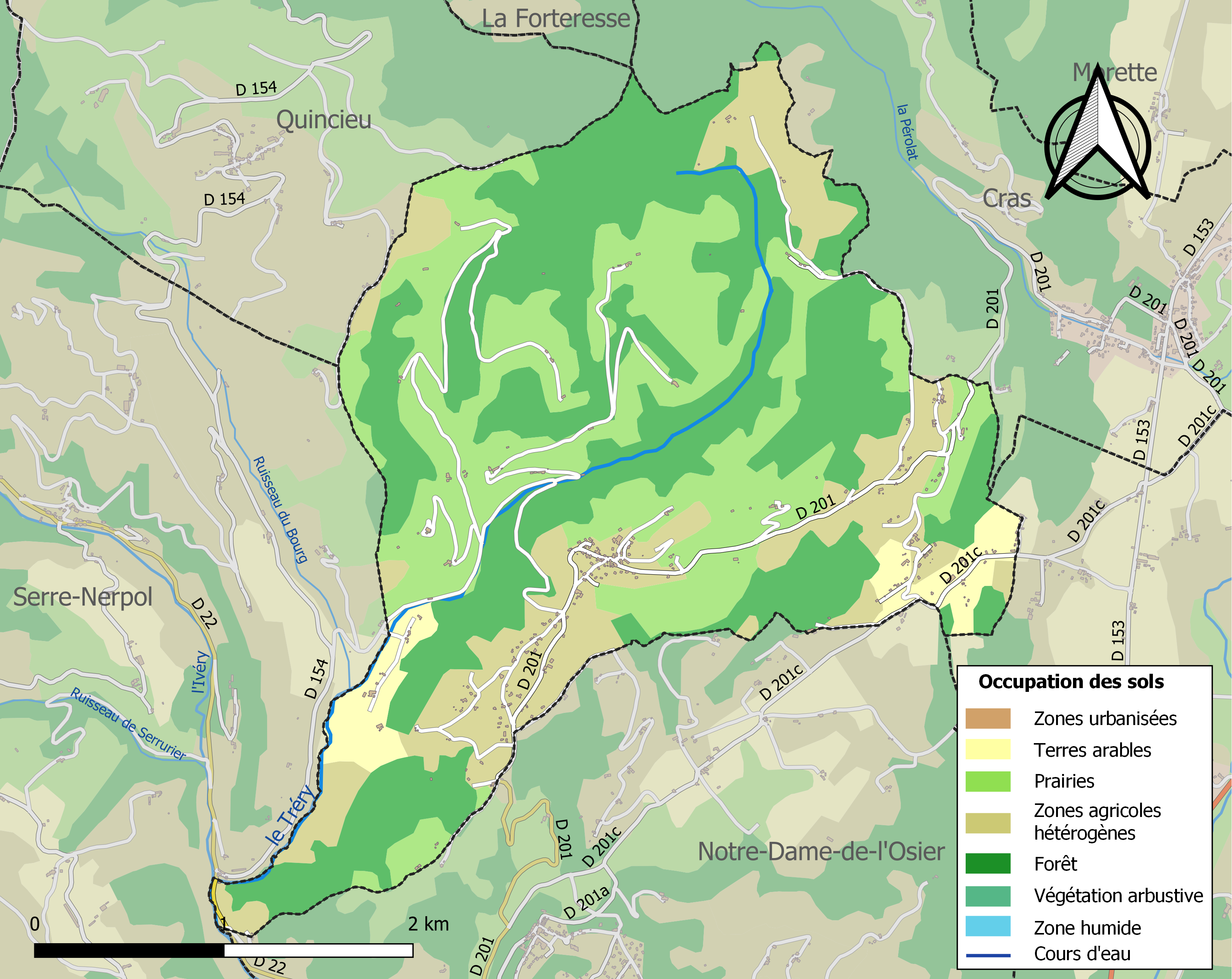
Carte des infrastructures et de l'occupation des sols de la commune en 2018 (CLC).

## Histoire
Pour un article plus général, voir Histoire de l'Isère.

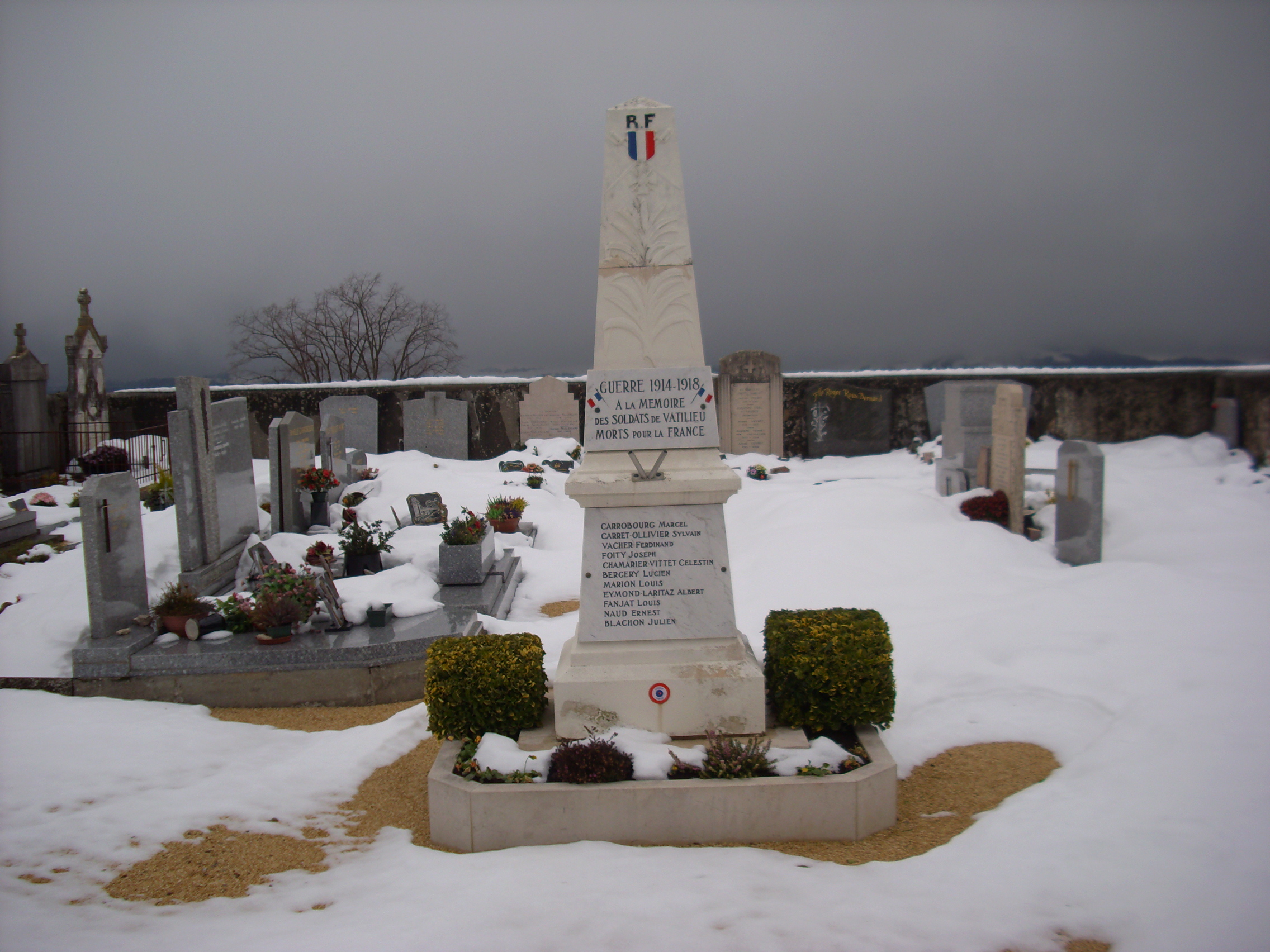
Monument aux morts communal.

Le nom de Vatilieu a sans doute pour origine « Voit tous les lieux ». En effet, le promontoire à l'emplacement de l'ancien château sur le haut du village culmine à 655 m, ce qui permet d'avoir une vue dominante et stratégique sur les environs.
L'économie de la région de Vatilieu repose essentiellement sur l'agriculture. La culture des noyers fait la renommée de la noix de Grenoble. Il n'y a plus de commerces dans le village mais un café a existé sur la place tout près de l'église, fermé dans les années 1980.

## Politique et administration

### Liste des maires
Liste des maires de Vatilieu de 1800 à nos jours
| Période                                  | Période  | Identité              | Étiquette | Qualité  |
| ---------------------------------------- | -------- | --------------------- | --------- | -------- |
| 1800                                     | 1806     | Jean-Baptiste Berger  |           |          |
| 1806                                     | 1816     | Guillermet            |           |          |
| 1816                                     | 1843     | Jourdan               |           |          |
| 1843                                     | 1852     | Antoine Michard       |           |          |
| 1852                                     | 1855     | Etienne Serrière      |           |          |
| 1855                                     | 1862     | François Jourdan      |           |          |
| 1862                                     | 1864     | Jules Henry           |           |          |
| 1864                                     | 1869     | Joseph Foity          |           |          |
| 1869                                     | 1871     | Jean-Baptiste Caillat |           |          |
| 1871                                     | 1876     | Pierre Port           |           |          |
| 1876                                     | 1908     | Antoine Drevet        |           |          |
| 1908                                     | 1910     | Léon Drevet           |           |          |
| 1910                                     | 1944     | Constant Jourdan      |           |          |
| 1944                                     | 1947     | R. Greffe-Fonteymond  |           |          |
| 1947                                     | 1983     | François Linard       |           |          |
| ?                                        | ?        | Jean-Pierre Corre     |           |          |
| 1983                                     | 1989     | Xavier Dye            |           |          |
| 1989                                     | 2014     | Serge Perrier         | UMP       |          |
| 2014                                     | 2020     | Isabelle Dupraz-Forey | SE        | Employée |
| 2020                                     | En cours | Gaëtan Roux-Bernard   |           |          |
| Les données manquantes sont à compléter. |          |                       |           |          |

## Population et société

### Démographie
L'évolution du nombre d'habitants est connue à travers les recensements de la population effectués dans la commune depuis 1793. Pour les communes de moins de 10 000 habitants, une enquête de recensement portant sur toute la population est réalisée tous les cinq ans, les populations de référence des années intermédiaires étant quant à elles estimées par interpolation ou extrapolation. Pour la commune, le premier recensement exhaustif entrant dans le cadre du nouveau dispositif a été réalisé en 2008.

En 2022, la commune comptait 367 habitants, en stagnation par rapport à 2016 (Isère : +3,07 %, France hors Mayotte : +2,11 %).
| 1793 | 1800 | 1806 | 1821 | 1831 | 1836 | 1841 | 1846 | 1851 |
| ---- | ---- | ---- | ---- | ---- | ---- | ---- | ---- | ---- |
| 353  | 474  | 559  | 528  | 604  | 588  | 571  | 587  | 553  |

| 1856 | 1861 | 1866 | 1872 | 1876 | 1881 | 1886 | 1891 | 1896 |
| ---- | ---- | ---- | ---- | ---- | ---- | ---- | ---- | ---- |
| 536  | 524  | 507  | 487  | 475  | 442  | 446  | 413  | 405  |

| 1901 | 1906 | 1911 | 1921 | 1926 | 1931 | 1936 | 1946 | 1954 |
| ---- | ---- | ---- | ---- | ---- | ---- | ---- | ---- | ---- |
| 385  | 381  | 345  | 270  | 267  | 275  | 265  | 254  | 216  |

| 1962 | 1968 | 1975 | 1982 | 1990 | 1999 | 2006 | 2008 | 2013 |
| ---- | ---- | ---- | ---- | ---- | ---- | ---- | ---- | ---- |
| 203  | 203  | 165  | 265  | 315  | 339  | 369  | 377  | 364  |

| 2018 | 2022 | - | - | - | - | - | - | - |
| ---- | ---- | - | - | - | - | - | - | - |
| 362  | 367  | - | - | - | - | - | - | - |

Depuis une trentaine d'années, la construction de nombreuses maisons particulières a permis à Vatilieu de voir sa population augmenter sensiblement sans pour l'instant urbaniser à outrance le secteur.

### Enseignement
Rattachée à l'académie de Grenoble, la commune de Vatilieu possède une école primaire qui fonctionne en alternance avec celles des communes voisines dans le cadre de l'intercommunalité.

### Médias
Historiquement, le quotidien à grand tirage Le Dauphiné libéré consacre, chaque jour, y compris le dimanche, dans son édition de Chartreuse et Sud Grésivaudan, un ou plusieurs articles à l'actualité au canton et quelquefois à la commune, ainsi que des informations sur les éventuelles manifestations locales, les travaux routiers, et autres événements divers à caractère local.

### Cultes
La communauté catholique et l'église de Vatilieu (propriété de la commune) sont rattachées à la paroisse Saint-Joseph-des-deux-rives, elle-même rattachée au diocèse de Grenoble-Vienne.

## Culture et patrimoine

### Lieux et monuments

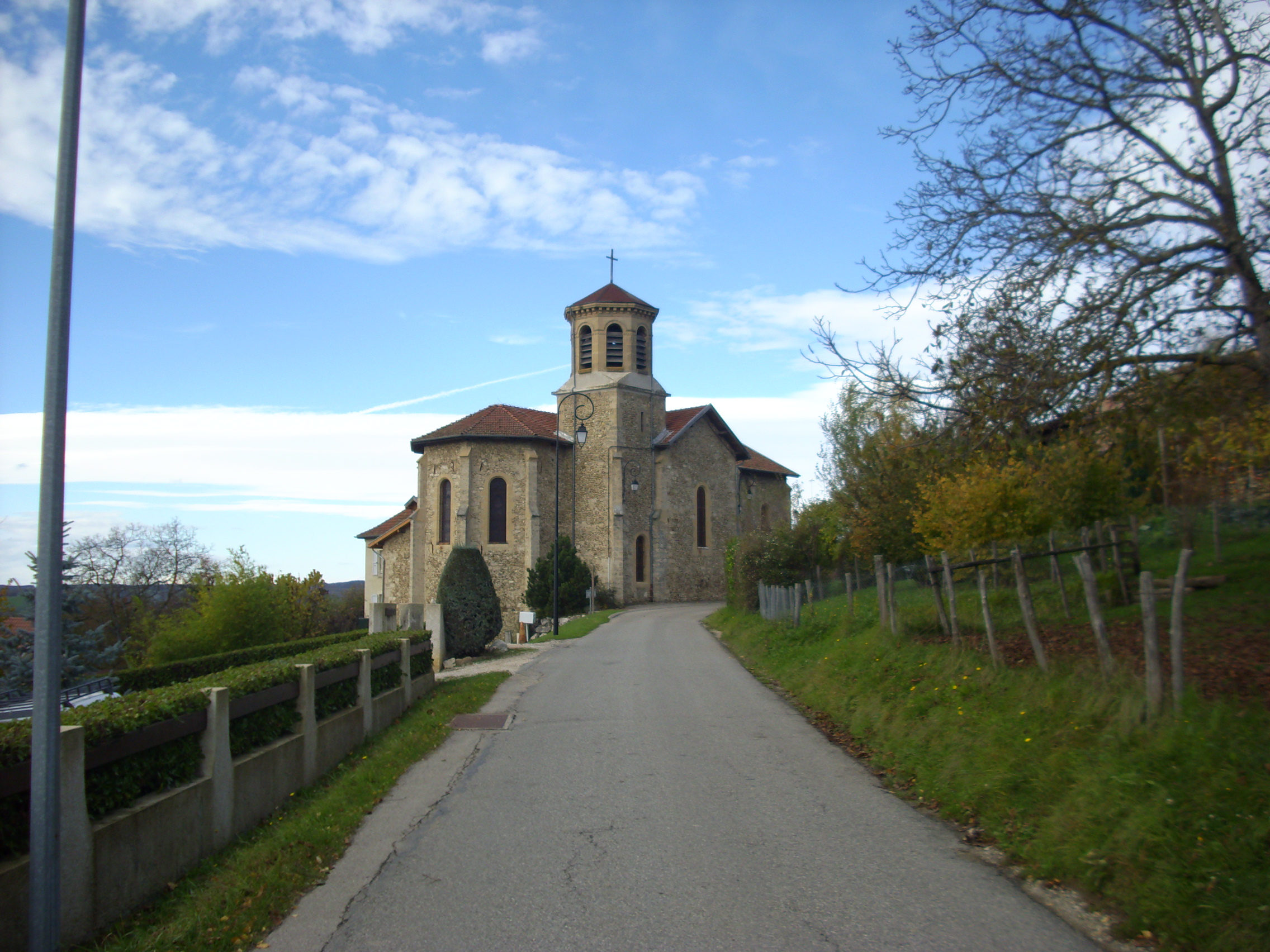
L'église.
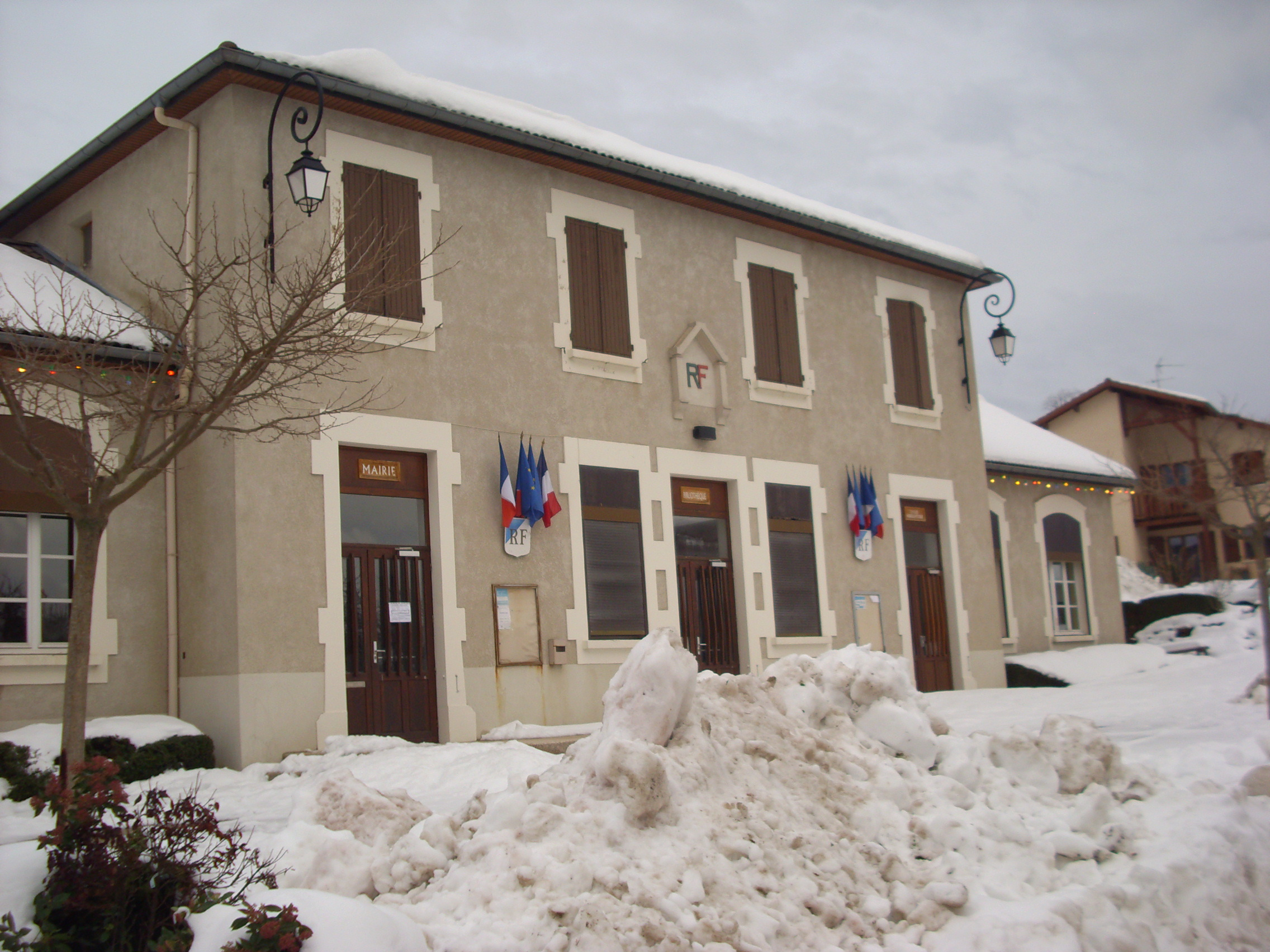
La mairie.
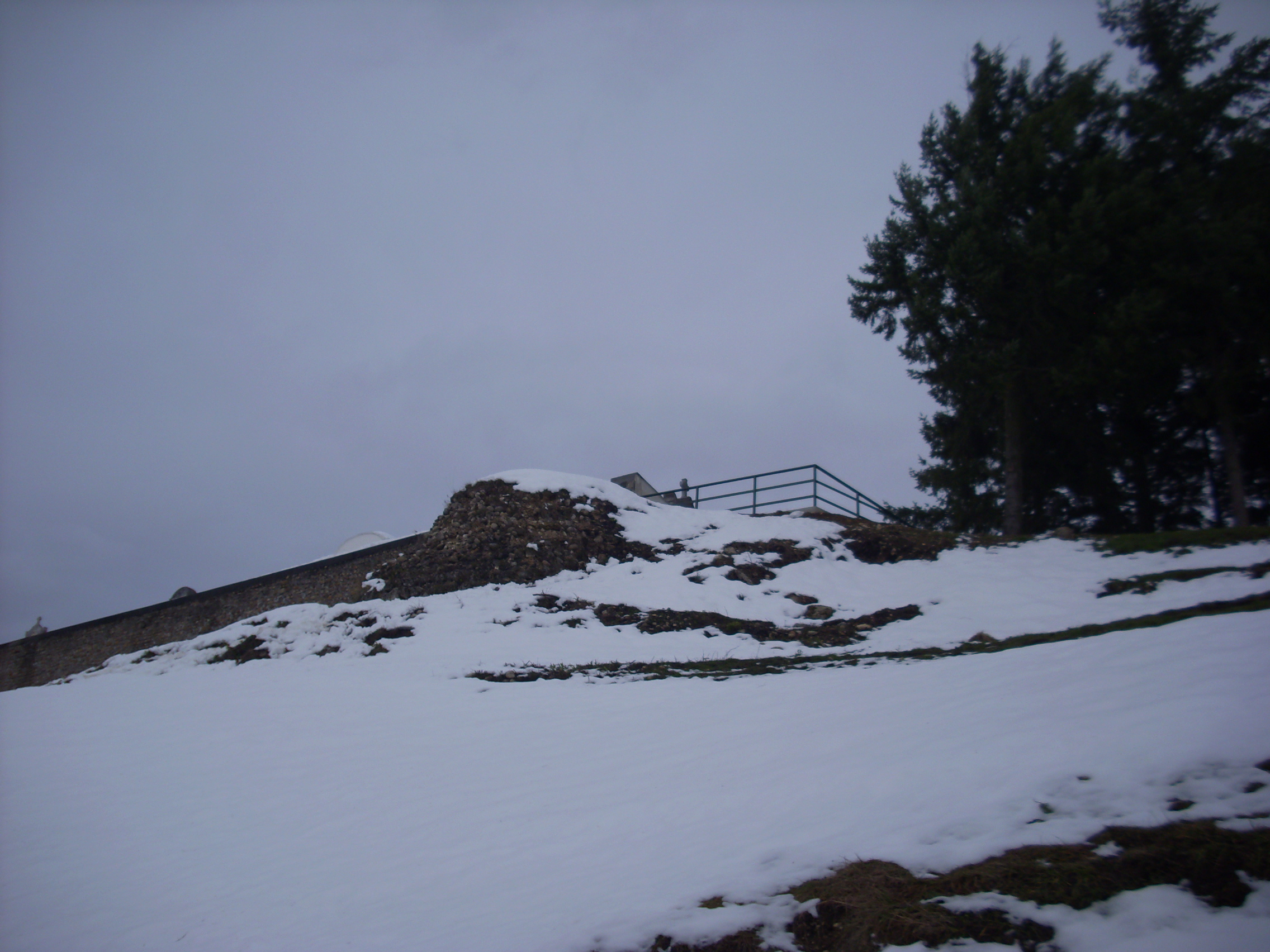
Vestiges d'une tour de l'ancien château médiéval au pied du cimetière actuel.

L'église Saint-Martin, construite au XIXe siècle par l'architecte Édouard-Melchior Romiguière, présente un clocher octogonal.
L'« Arbre Creux » est un tilleul planté à la Révolution française. Il situé en hauteur tout près du cimetière et du château d'eau.
C'est là que se trouvait l'ancien château fort sur motte de Vatilieu du XIe siècle, dont il ne reste qu'un vestige de mur d'enceinte et la base d'une tour. Cet édifice appartenait au seigneur Hector de la Tour, également seigneur d'Arnieu et de Rovon. Les écrits laissent peu d'indices quant aux propriétaires respectifs du château si ce n'est des seigneurs, dont Humbert Bertrand au 16e siècle, le suivant, Philippe de la Tour en 1595, Jean du Vache, baron de Châteauneuf de l'Albenc, à la suite de l'acquisition de la terre et de la seigneurie de Vatilieu qu'il avait faite au marquis de Chapey en 1654.
Il est à noter que de cette époque subsiste également le château Dampierre, hors la limite communale de quelques mètres, sur la route de Cras à Notre-Dame-de-l'Osier, selon la tradition fondée par le connétable de Lesdiguières.
Le circuit des « Sculptures aux 4 vents » est une balade nature et culturelle qui permet de découvrir une vraie galerie d’art en plein air sur le territoire de Vatilieu.

### Patrimoine culturel
La bibliothèque municipale située dans les locaux de la mairie est ouverte le mercredi et le samedi de 14 h à 16 h.

### Manifestations
- Vatilieu accueille depuis 2009 le rallye de Saint-Marcellin, c'est l'arrivée de la spéciale qui part de La Forteresse.
- La fête de la musique au village en juin.
- La « vogue au village » est organisée vers la mi-août[20].